# ベネトン・B192
ベネトンB192 (Benetton B192) は、ベネトン・フォーミュラが1992年のF1世界選手権参戦用に開発したフォーミュラ1カー。設計者はロス・ブラウンとロリー・バーン。1992年の第4戦から最終戦まで実戦投入された。

## 概要
ジョン・バーナードが主導した前年用マシンのB191で初めて導入されたハイノーズ＋吊り下げ型ウイングを、レイナードからベネトンに復帰したロリー・バーンが「レイナードF1計画」で日の目を見なかったデザインを導入し洗練したものがB192である。ノーズの鼻先をB191よりさらに持ち上げてフロントウィングとの距離を広げ、ノーズ下からアンダーパネルへの空気流入量を増やし、リヤディフューザーの効果を高めてダウンフォースをより積極的に引き出そうとした。太く丸いノーズは、スポンサーであるキャメルの黄色から「バナナノーズ」と呼ばれた。バーン曰く、このコンセプトのハイノーズは1991年用マシンのデザイン草案ですでに構想されていたが、バーナードのベネトン加入に伴ってB191の仕上げはバーナードの意向が色濃くなり、バーンがレイナードへ一時離脱した影響でベネトンのマシンへの採用が遅れたと言う。この「バナナノーズ」は後に全てのチームがコピー、F1だけでなくF3000、フォーミュラ・ニッポンなど他カテゴリーのコンストラクターも追随しレース界に強い影響を与えた。
1992年シーズンはウィリアムズ・FW14Bが搭載したアクティブサスペンションやトラクションコントロールなどの電子制御装置が脚光を浴びた。一方のベネトンはフラビオ・ブリアトーレが昨1991年途中から推し進めたトム・ウォーキンショー・レーシング（TWR）との提携や、デザインチーム人員およびドライバーの総入れ換えによる混乱があり、ハイテク競争に参入する開発時間がなかったためB192は依然としてマニュアルトランスミッション（MT）とパッシブサスペンションが継続された。
マーティン・ブランドルが「初めて乗った時からハンドリングの安定感の良さに感銘を受けた。シルバーストンのような連続する中高速コーナーでも、まるでレールの上を走っているかのように安定しダウンフォースを感じる。」と評した優れた空力性能と、供給4年目となるフォード・コスワース・HBエンジン+マシンの信頼性を武器に戦い、ミハエル・シューマッハとブランドル合わせて10回の表彰台に上がった。また、ドライと雨が入り混じる難コンディションとなった第12戦ベルギーGPではシューマッハがF1初優勝を遂げた。この勝利はF1におけるMT車最後の勝利となった。
結果、序盤3戦のB191Bとあわせて、全16戦すべてのレースで6位入賞圏内完走、全戦ポイント獲得という成績を残す。これは1963年以来、実に29年ぶりの記録であった。この安定したポイント獲得は、コンストラクターズ・ランキング3位につながった。
1994年にパシフィック・レーシングが投入した「PR01」は、ロリー・バーンがレイナード在籍時に書いた設計図を流用して作られたマシンということもあり、本マシンとデザインが酷似している。

## スペック

### シャーシ
- シャーシ名 B192
- 全長 4,075 mm
- 全幅 2,140 mm
- ホイルベース 2,845 mm
- 重量 505 kg
- 燃料タンク容量 200L
- クラッチ　AP
- ブレーキキャリパー　ブレンボ
- ブレーキディスク・パッド　ブレンボ、カーボンインダストリー
- ホイール OZ
- タイヤ グッドイヤー

### エンジン
- エンジン名 フォード・コスワース・HBシリーズVII
- 気筒数・角度　V型8気筒・75度
- 排気量　3,494cc
- 最高回転数　13,800回転
- 最大馬力　740馬力以上
- スパークプラグ チャンピオン
- 燃料・潤滑油 モービル

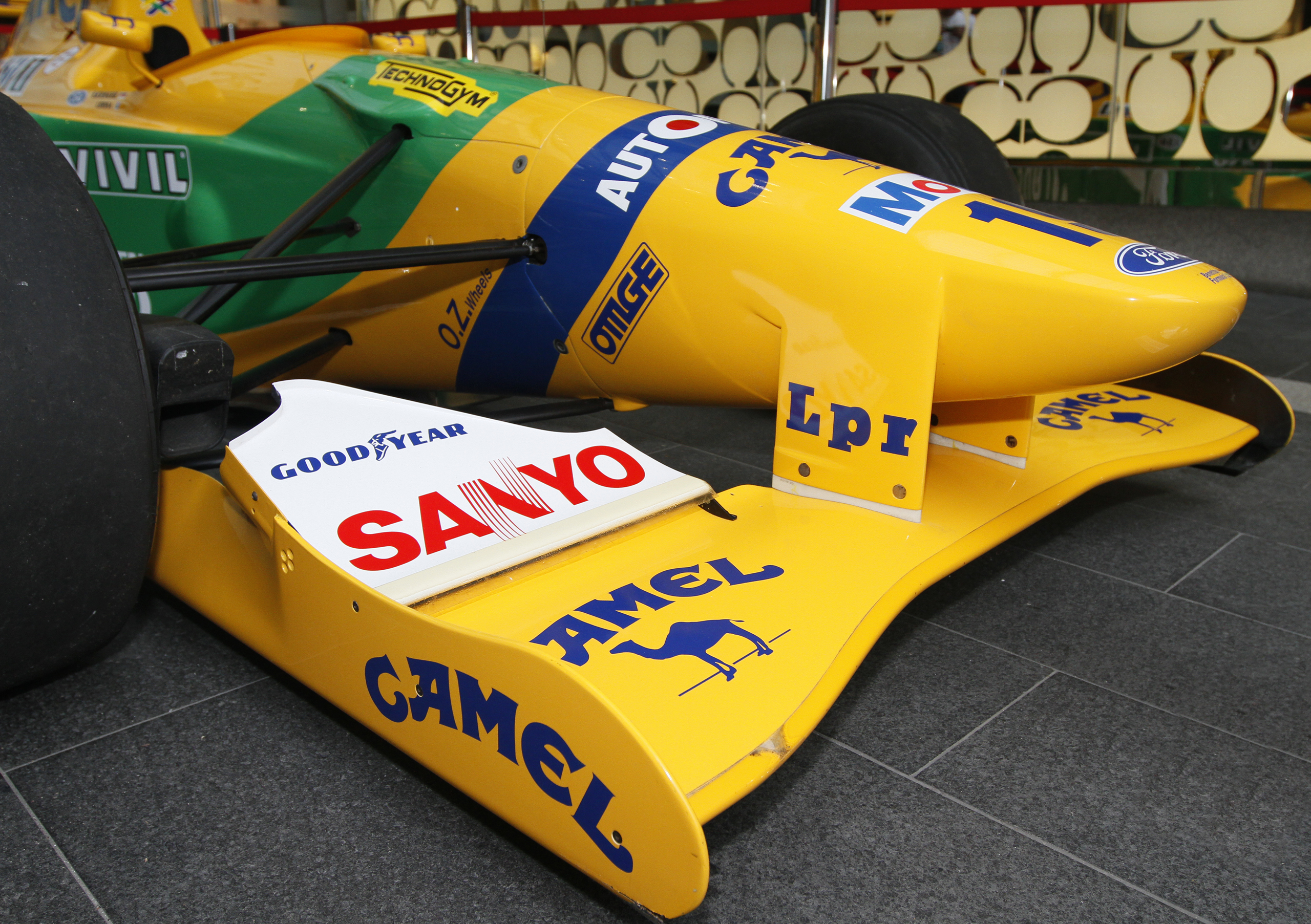
「バナナノーズ」とフロントウィング
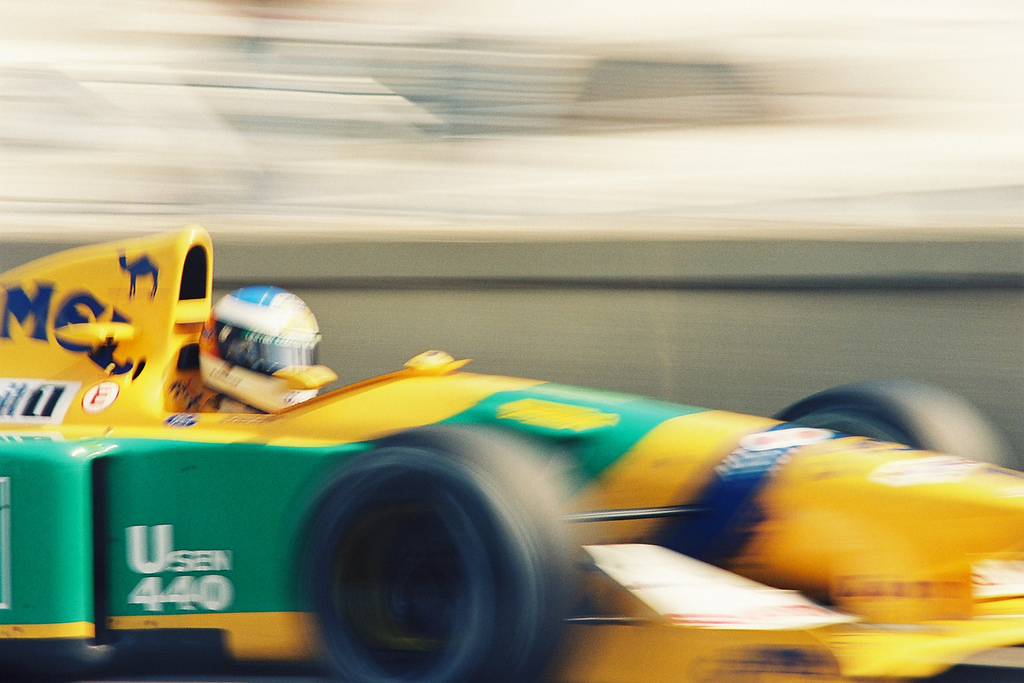
モナコGPでB192を駆るシューマッハ
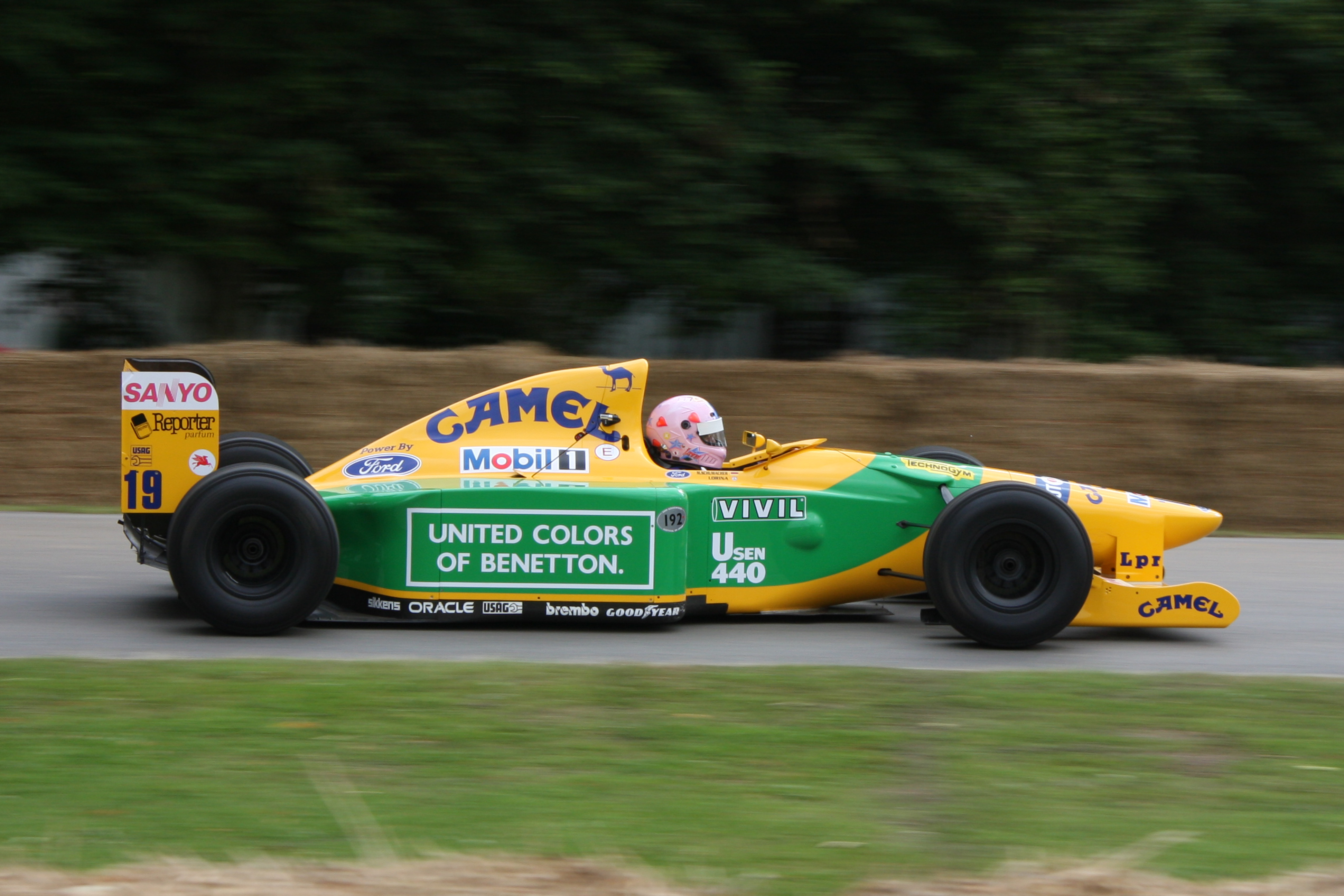
2008年グッドウッド・フェスティバル・オブ・スピード

## 記録
- 太字はポールポジション、斜字はファステストラップ

| 年   | マシン | タイヤ | No. | ドライバー             | 1              | 2            | 3            | 4            | 5              | 6          | 7          | 8            | 9            | 10         | 11             | 12           | 13           | 14             | 15       | 16                 | ポイント | ランキング |
| ---- | ------ | ------ | --- | ---------------------- | -------------- | ------------ | ------------ | ------------ | -------------- | ---------- | ---------- | ------------ | ------------ | ---------- | -------------- | ------------ | ------------ | -------------- | -------- | ------------------ | -------- | ---------- |
| 1992 | B192   | G      |     |                        | 南アフリカの旗 | メキシコの旗 | ブラジルの旗 | スペインの旗 | サンマリノの旗 | モナコの旗 | カナダの旗 | フランスの旗 | イギリスの旗 | ドイツの旗 | ハンガリーの旗 | ベルギーの旗 | イタリアの旗 | ポルトガルの旗 | 日本の旗 | オーストラリアの旗 | 91*      | 3位        |
| 1992 | B192   | G      | 19  | ミハエル・シューマッハ |                |              |              | 2            | Ret            | 4          | 2          | Ret          | 4            | 3          | Ret            | 1            | 3            | 7              | Ret      | 2                  | 91*      | 3位        |
| 1992 | B192   | G      | 20  | マーティン・ブランドル |                |              |              | Ret          | 4              | 5          | Ret        | 3            | 3            | 4          | 5              | 4            | 2            | 4              | 3        | 3                  | 91*      | 3位        |

- 序盤3レースはB191Bが使用され、計91ポイントのうち11ポイントはB191Bでの獲得。